# Brachypteryx montana
Asa-curta-javanesa ou asa-curta-de-sobrolho-branco (Brachypteryx montana) é uma espécie de ave da família Turdidae.
Pode ser encontrada nos seguintes países: Butão, China, Índia, Indonésia, Laos, Malásia, Myanmar, Nepal, Filipinas, Taiwan, Tailândia e Vietname.
Os seus habitats naturais são: regiões subtropicais ou tropicais húmidas de alta altitude.